# 10월 28일
10월 28일은 그레고리력으로 301번째(윤년일 경우 302번째) 날에 해당한다.

## 사건
- 312년 - 밀비우스 다리 전투
- 1288년 - 교황 니콜라오 4세가 샹프랑크 조약을 무효화했다.[1]
- 1793년 - 미국인 일라이 휘트니가 성능이 크게 걔선된 조면기를 발명.
- 1881년 - 친 흥선대원군파 인사 및 일부 남인 강경파의 고종 폐위 쿠테타 미수 때 왕으로 추대되었던 이재선이 제주도 제주목에서 사약을 받고 사형당했다.
- 1918년 - 체코슬로바키아가 오스트리아-헝가리에서 독립을 선언하다.
- 1922년 - 무솔리니가 이끄는 검은 셔츠단이 로마로 진군하여 이탈리아 정권을 빼앗다.
- 1958년 - 교황 요한 23세, 261대 로마 교황 취임.
- 1977년 - 섹스 피스톨즈, 첫 정규 음반 발매.
- 1986년 - 10·28 건국대학교 사건
- 1992년
  - 윤금이 피살 사건에 의해 미군과 한국인 매춘부의 관계가 크게 바뀌었다.[2]
  - 대한민국에서 다미선교회 시한부종말론 사건이 발생했다. 다미선교회는 이날 자정에 '휴거'가 일어날 것이라고 주장했으나 불발했다.
- 1995년 - 대구시민운동장에서 열렸던 《젊음의 삐삐 012 콘서트》 현장에서 1만여 명의 관객이 한꺼번에 입장하려다 8명이 부상을 입었다.
- 1999년 - 11년 동안 도피생활을 하던 '고문기술자' 이근안이 자수하다.
- 2009년 - 대한민국 재보궐선거가 시행되었다. 39.0%의 투표율을 기록하였으며, 민주당이 3곳, 한나라당이 2곳에서 당선되었다.
- 2013년 - 중화인민공화국 베이징의 천안문 광장에서 정체를 알 수 없는 지프차 한 대가 돌진해 폭발, 5명이 사망하고 38명이 중경상을 입었다.
- 2021년 - 빅테크 페이스북이 사명을 메타로 변경했다.

## 문화
- 1636년 - 하버드 대학교 설립.
- 1886년 - 뉴욕에서 프랑스가 기증한 자유의 여신상 제막식이 열리다.
- 1990년 - KBO 리그 한국시리즈 4차전에서 LG 트윈스가 삼성 라이온즈를 6대 2로 꺾고 시리즈 전적 4승으로 1982년 창단 이후 8년만에 통산 1번째 우승을 달성하였다.
- 1993년 - 대한민국 축구 국가대표팀이 가까스로 1994년 미국 월드컵 진출 티켓을 획득하다. (도하의 기적)
- 2000년 - 강원도 정선군에 내국인 출입이 가능한 카지노가 개장하다.
- 2001년 - KBO 리그 한국시리즈 6차전에서 두산 베어스가 삼성 라이온즈를 6대 5로 꺾고 시리즈 전적 4승 2패로 1995년 이후 6년만에 통산 3번째 우승을 달성하였다.
- 2002년 - 기존 대우자동차를 인수한 외국계 자동차 기업인 GM대우(현 한국지엠)가 공식 출범하였다.
- 2004년 - 메이저 리그 베이스볼 월드 시리즈 4차전에서 보스턴 레드삭스가 세인트루이스 카디널스를 3대 0으로 꺾고 시리즈 전적 4승으로 1918년 이후 86년만에 통산 6번째 우승을 달성하였다.
- 2009년 - 마이크로소프트에서 발매한 윈도우 7이 대한민국에서 판매되기 시작하였다.
- 2010년 - 야후! 지식검색 서비스 종료.
- 2011년 - 신분당선이 개통하였다.
- 2020년 - 메이저 리그 베이스볼 월드 시리즈 6차전에서 로스앤젤레스 다저스가 탬파베이 레이스를 3대 1로 꺾고 시리즈 전적 4승 2패로 1988년 이후 32년만에 통산 7번째 우승을 달성하였다.
- 2024년 - KBO 리그 한국시리즈 5차전에서 KIA 타이거즈가 삼성 라이온즈를 7대 5로 꺾고 시리즈 전적 4승 1패로 2017년 이후 7년만에 통산 12번째 우승을 달성하였다.

## 탄생
- 1016년 - 신성 로마의 제국 황제 하인리히 3세. (~1056년)
- 1514년 - 조선 제12대 국왕 인종의 정비 인성왕후. (~1578년)
- 1696년 - 신성 로마 제국 출신 프랑스의 육군 원수 모리스 드 삭스. (~1750년)
- 1752년 - 조선의 제22대 국왕 정조. (~1800년)
- 1837년 - 일본 에도 막부 15대 (마지막) 쇼군 도쿠가와 요시노부. (~1913년)
- 1868년 - 미국의 육상 선수 겸 작가 제임스 코널리. (~1957년)
- 1890년 - 미국의 야구 선수 독 라반. (~1952년)
- 1898년 - 체코슬로바키아의 작가 프란티셰크 베호우네크. (~1973년)
- 1900년 - 러시아의 시인 알리 쇼겐추코프. (~1941년)
- 1907년 - 대한민국의 수필가 전성호. (~1954년)
- 1909년 - 대한제국의 황손 이건. (~1990년)
- 1913년 - 대한민국의 음악가, 작곡가 박시춘. (~1996년)
- 1914년 - 미국의 의학자, 바이러스 연구가 조너스 소크. (~1995년)
- 1923년
  - 대한민국의 신학자 이근삼. (~2007년)
  - 대한민국의 정치인 김형일. (~1978년)
- 1927년 - 영국의 재즈가수 클레오 레인. (~2025년)
- 1929년 - 영국의 배우 조앤 플로라이트. (~2025년)
- 1930년 - 대한민국의 언론인 문명자. (~2008년)
- 1932년 - 구 소련의 정치인 블라디미르 이바시코. (~1994년)
- 1933년 - 브라질의 전 축구 선수 가린샤. (~1983년)
- 1936년 - 대한민국의 정치인 장영철. (~2023년)
- 1937년 - 미국의 농구인 레니 윌킨스.
- 1944년 - 프랑스의 배우이자 희극인 콜루슈. (~1986년)
- 1946년 - 네덜란드의 전 축구 선수, 축구 감독 빔 얀선. (~2022년)
- 1948년 - 대한민국의 정치인 오거돈.
- 1949년 - 미국의 전직 육상 선수, 사업가 케이틀린 제너.
- 1951년 - 대한민국의 전 경찰공무원 김수환.
- 1953년 - 대한민국의 배우, 가수 박영규.
- 1954년 - 대한민국의 기업인 이항복.
- 1955년
  - 대한민국의 법조인 김준규.
  - 미국의 기업인 빌 게이츠.
- 1956년 - 이란의 정치인, 제6대 대통령 마무드 아마디네자드.
- 1957년
  - 대한민국의 가수 김창남. (~2005년)
  - 아흐메트 카야. (~2000년)
  - 카자흐스탄의 가수 로자 림바예바.
- 1959년 - 대한민국의 정치인 이영옥.
- 1960년 - 일본의 애니메이션 연출가, 각본가, 감독 후쿠다 미츠오.
- 1964년 - 대한민국의 배우 김태종.
- 1965년 - 미국의 배우 제이미 거츠.
- 1967년
  - 카메룬의 베이스 연주자 리처드 보나.
  - 미국의 배우 줄리아 로버츠.
- 1968년 - 대한민국의 배우 신현준.
- 1973년
  - 대한민국의 배우 김서형.
  - 대한민국의 가수 박강수.
  - 대한민국의 전 축구 선수 이경수.
  - 미국의 프로 레슬링 선수 몬텔 본테이비어스 포터.
- 1974년 - 미국의 배우 호아킨 피닉스.
- 1976년 - 대한민국의 희극인 오정태.
- 1978년
  - 대한민국의 마술사 최현우.
  - 영국의 배우 그웬돌린 크리스티.
  - 대한민국의 희극인 조준우.
  - 대한민국의 정치인 조성주.
- 1980년
  - 대한민국의 아나운서 유진영.
  - 대한민국의 아나운서 정찬우.
  - 잉글랜드의 전 축구 선수 앨런 스미스.
  - 미국의 영화 감독 웨스 볼.
- 1981년 - 대한민국의 래퍼 지토 (브라운 후드, 소울다이브).
- 1982년
  - 대한민국의 배우 이규섭.
  - 대한민국의 배우 임혜영.
  - 일본의 가수 쿠라키 마이.
  - 일본의 성우 후쿠이 유카리.
  - 영국의 배우 맷 스미스.
  - 미국의 배우 맷 코언.
- 1983년
  - 대한민국의 아나운서 김서련.
  - 대한민국의 전 야구 선수 조순권.
  - 일본의 가수, 배우 노로 카요. (AKB48)
- 1984년
  - 대한민국의 희극인 문규박.
  - 대한민국의 전직 스타크래프트 프로게이머 박성준.
- 1985년
  - 대한민국의 배우 신지수.
  - 대한민국의 배우 최우혁.
  - 프랑스의 축구 선수 가에탄 티네.
  - 타이완의 바둑 기사 천스위안.
- 1986년
  - 대한민국의 축구 선수 김진.
  - 일본의 성우 토요사키 아키.
- 1987년
  - 대한민국의 골프 선수 최나연.
  - 대한민국의 축구 선수 윤영글.
- 1988년
  - 조선민주주의인민공화국의 역도 선수 김은국.
  - 일본의 배우 나나오.
  - 잉글랜드의 DJ, 프로듀서 제이미 엑스엑스.
- 1989년
  - 대한민국의 레이싱모델 류지혜.
  - 대한민국의 가수, 음악가 맹유나. (~2018년)
- 1990년
  - 튀니지의 축구 선수 유세프 므사크니.
  - 대한민국의 사격 선수 김서준.
- 1991년
  - 아르헨티나의 축구 선수 마르코스 아쿠냐.
  - 잉글랜드의 축구 선수 루시 브론즈.
- 1992년 - 대한민국의 탁구 선수 전지희.
- 1993년
  - 대한민국의 전 가수, 배우 박서함.
  - 카자흐스탄의 역도 선수 데니스 울라노프.
- 1994년
  - 대한민국의 가수 황영웅.
  - 대한민국의 가수 에이미리.
- 1995년
  - 대한민국의 가수 안예슬.
  - 일본의 가수 마츠다 미코 (허니팝콘).
- 1996년 - 대한민국의 전 피겨 스케이팅 선수 및 뮤지컬 배우 이준우.
- 1997년
  - 대한민국의 뮤지컬 배우 강산.
  - 중국의 가수 윈윈 (NCT) (WayV).
- 1998년 - 대한민국의 가수 정인지.
- 1999년
  - 일본의 배우 요시카와 아이.
  - 일본의 배우 쇼지 코헤이.
  - 대한민국의 가수 나히. (~2023년)
- 2000년 - 대한민국의 야구 선수 송승환.
- 2001년 - 미국의 배우 루키타 맥스웰.
- 2004년 - 대한민국의 가수 나린.
- 2006년 - 대한민국의 축구 선수 윤도영.

### 미상
- 일본의 성우 니코.

## 사망
- 1412년 - 덴마크의 여왕 마르그레테 1세. (1353년~)
- 1622년 - 스웨덴의 외교관 페트루스 페트레이우스. (1570년~)
- 1704년 - 영국의 철학자 존 로크. (1632년~)
- 1881년 - 조선의 왕족, 군인이며 흥선대원군의 서자 이재선. (1841년~)
- 1945년 - 일본의 군인 나카지마 게사고. (1881년~)
- 1959년 - 쿠바의 혁명가, 아나키스트 카밀로 시엔푸에고스. (1932년~)
- 2008년 - 조선민주주의인민공화국의 정치인 박성철. (1913년~)
- 2017년 - 대한민국의 작가 임충. (1938년~)
- 2018년 - 미국의 신학자 존 헤셀링크. (1928년~)
- 2020년 - 모로코의 화가 모하메드 멜레히. (1936년~)
- 2022년 - 미국의 싱어송라이터 제리 리 루이스. (1935년~)
- 2023년 - 미국의 영화배우 매슈 페리. (1969년~)
- 2024년
  - 일본의 만화가 우메즈 카즈오. (1936년~)
  - 덴마크의 영화배우 울프 필고르. (1940년~)

## 기념일
- 국제 애니메이션의 날
- 교정의 날: 대한민국

## 같이 보기
- 전날: 10월 27일 다음날: 10월 29일 - 전달: 9월 28일 다음달: 11월 28일
- 음력: 10월 28일
- 모두 보기
- 10월 28일 (만화)